# Servanches
Servanches település Franciaországban, Dordogne megyében. Lakosainak száma 77 fő (2022. január 1.). Servanches Saint-Aulaye-Puymangou, Saint-Vincent-Jalmoutiers, Échourgnac, Saint-Barthélemy-de-Bellegarde, Eygurande-et-Gardedeuil és La Roche-Chalais községekkel határos.

## Népesség
A település népessége az elmúlt években az alábbi módon változott:
| Lakosok száma | 143  | 105  | 119  | 88   | 94   | 95   | 86   | 80   | 79   | 77   |
|               | 1968 | 1982 | 1990 | 2006 | 2013 | 2015 | 2017 | 2019 | 2020 | 2022 |